# Betanzos (Spagna)
Betanzos è un comune spagnolo di 13 565 abitanti situato nella comunità autonoma della Galizia.
È situato al termine della valle viticola del fiume Mandeo in una specie di penisola formata dai due fiumi Mandeo e Mendo che la circondano e confluiscono alla foce formando la ria de Betanzos. ( le rias sono fiordi caratteristici della Galizia in cui l'Oceano Atlantico penetra in profondità nel territorio alla foce dei fiumi). Fa parte della provincia di La Coruña (in galiziano A Coruňa) città principale della Galizia dalla quale dista 25 km. È dotata di piccolo porto fluviale sulla ria de Betanzos.

## Storia
Nella preistoria in Galizia già nel Paleolitico c'era una presenza di uomini che vivevano di caccia e pesca, il primo stanziamento di tribù in villaggi fu di popolazioni celte note ai Greci che chiamavano questi abitanti col nome di Kallaikoi. La conquista romana avvenne più tardi rispetto ad altre regioni spagnole, precisamente nel I secolo a.C.
Nel I secolo i Flavi completarono l'occupazione e la città fondata dal capo celto Breogán ottenne privilegi diventando un oppidum romano col nome di Brigantium Flaviu l'attuale Betanzos, i cui abitanti vengono appunto chiamati brigantini in ricordo del nome antico della loro città. Nel III secolo Diocleziano dichiarò provincia la Galizia col nome di Gallaecia con capitale Bracara Augusia (l'attuale Braga portoghese) e Brigantium fece parte di uno dei 4 conventus in cui fu divisa la provincia, quello chiamato Conventus Luciensis con capitale Lucus Augusta, l'attuale Lugo. Con la calata dei barbari la Spagna fu attraversata dai popoli germanici degli Alani, Svevi, Visigoti e vandali, soltanto gli Svevi si fermarono in Galizia, si federarono con Roma e fondarono nel 410 un Regno Svevo coincidente con la provincia di Gallaecia dipendendo dall'imperatore. Cominciarono però presto i contrasti coi confinanti Visigoti che si erano stabiliti più a sud e che approfittarono delle lotte di successione nel regno svevo che portarono alla sua divisione in due regni nel 459 e a un successivo periodo buio fino al 550 quando il re Kamiarico li riunì nuovamente e si convertì di nuovo al cattolicesimo assieme al suo popolo che, sotto l'influenza visigota, era diventato ariano. A lui succedette Teodomiro da non confondere col re visigoto omonimo che firmò con gli Arabi il famoso Trattato di Teodomiro, in arabo di Tudmir. 
Con l'avvento degli Arabi-Berberi in Spagna nel 711 il Regno Svevo divenne praticamente un feudo degli Arabi, che imposero nel 783 con il re Abd-El-rahaman il cosiddetto Tributo de las cien donzellas con il quale si dovettero consegnare cento donne destinate al servizio dei califfi. L'indignazione popolare fu tanta che i cittadini di Betanzos si rivolsero armati contro gli Arabi e, secondo la tradizione, essendosi rotte le loro armi, staccarono dei rami da dei fichi e fu tale la loro foga che riuscirono ugualmente a far fuggire i nemici e a liberare le loro donne. A ricordo di questo eroico episodio nello stemma della città figurano appunto rami di fico. Nell'884 la città fu invasa e saccheggiata da un'incursione normanna. Nel 1212 Alfonso VIII concedette il titolo di Villa ponendola sotto la sua protezione e trasferendola nel Castro de Untia dove si trova ancora attualmente. Nel 1255 Alfonso X assegnò a La Coruña il monopolio per lo scarico del sale nel suo porto, che allora coincideva con quello di Betanzos, ciò contribui al risveglio economico e sociale della città nel XIII secolo, dovuto anche ad altri diversi fattori come il passaggio del Camino Francés per Santiago de Compostela ed anche del Camino Inglés con ingresso in città dal porto fluviale, che portarono scambi culturali e commerciali col resto dell'Europa medioevale. Aumentò l'attività marinara e s'incrementò l'urbanizzazione. In questo secolo conseguirono maggior potere le autorità ecclesiastiche e si costruirono chiese e conventi, mentre si verificò la concentrazione delle proprietà terriere nelle mani di latifondisti. Il regno di Galizia passò in potere dei re delle Asturie e Leon e nel XIV secolo passò definitivamente nel Regno di Castiglia e León.
Il XIV secolo segna un periodo buio per la Galizia e quindi anche per Betanzos per le carestie che si verificarono e per l'epidemia di peste. 
Nel 1465 il re Enrico IV concesse a Betanzos il titolo di città coi privilegi che ciò comportava compreso una limitata potestà di autogovernarsi indipendentemente dal potere centrale.
Nel 1490 i Re Cattolici restaurarono le mura che in parte cingevano la città e nominarono Betanzos una delle sette capitali delle province in cui divisero il Regno di Galizia. Nel 1569 un gravissimo incendio distrusse buona parte della città che fu poi ricostruita nel corso del XVI e XVII secolo. 
Nel 1713 si costituì il Reggimento militare di Betanzos con soldati del luogo che si distinse poi nel corso della guerra napoleonica e venne sciolto nel 1812. Nel 1834 si verificò una riorganizzazione territoriale della Spagna che portò alla soppressione della provincia di Betanzos che entrò a far parte di quella di La Coruňa, com'è tuttora. Alla fine del XIX secolo arrivò il treno della linea ferroviaria Madrid - Betanzos - La Coruňa che contribuì a dare un nuovo impulso all'economia della città. Gli avvenimenti del XX secolo ebbero su Betanzos lo stesso peso che nelle altre città della Spagna, anche se la Galizia e soprattutto El Ferrol furono oggetto di particolare riguardo durante la dittatura di Franco, che era galiziano. Oggi l'economia di Betanzos si basa sull'agricoltura, l'attività marinara e quella turistica.

## Monumenti e luoghi d'interesse

### Architetture religiose
- Iglesia Conventual de Santo Domingo del XVI secolo
- Iglesia de Santiago dell'XI secolo riedificata nel XV
- Iglesia de Santa Maria gotica del XIV secolo
- Santuario de Nuestra Señora del Camino dei secoli XVI-XVII
- Convento de las Madres Agustinas Recoletas dei secoli dal XVI al XVIII
- Chiesa di San Francesco
- Chiesa di Santiago di Betanzos

### Architetture civili
- Hospital de San Antonio de Padua del XVII secolo, poi palazzo di Giustizia
- Puente Viejo il ponte risale al XIII secolo ed è stato più volte restaurato e modificato
- Matadero Municipal, macello municipale del 1910 decorato con azulejos, oggi non più in funzione in seguito all'ultima normativa europea che impone diverse attrezzature e ambienti.
- Palacio de Campos con la bella torre mozza del 1620
- Edificio Archivio detto anche Liceo imponente edificio del XVIII secolo costruito per contenere l'archivio storico della Galizia ma poi non fu mai usato per questa funzione e fu utilizzato diversamente
- Fuente de Diana fontana al centro della Plaza del Campo, dove per un privilegio reale del 1341 ogni primo del mese si teneva una fiera-mercato che ancora oggi vi si svolge il primo e il 16 di ogni mese
- Casa de los hermanos Garcia Nairira del 1900
- Casa de Pita del 1906
- Casco historico, il complesso del centro storico, considerato uno dei più interessanti della Galizia, dichiarato Conjunto historico artistico.
- Palacio de los condes de Taboada del XIX secolo
- Palacio de Bendaña del XV secolo modificato nel XVII
- Palacio Consistorial del XVIII secolo
- Torre del Reloj del XVI secolo
- Casa del Pueblo del XX secolo
- Casas de la rua da Cerca del XV-XVI secolo
- Puerta de la Villa porta del casco historico del XV secolo
- Museo das Mariñas di etnografia, scultura e con una interessante collezione di abiti medioevali in particolare quelli dei pellegrini di Santiago
- Museo de la estampa contemporanea con interessanti raccolte di arte drafica contemporanea, sistemato nella Casa Nuñes del XX secolo
- Paseos, ampi viali moderni lungo i due fiumi
- Parque Municipal Pablo Iglesias
- Parco del Pasatiempo

### Architetture militari
- Murallas, le mura del XV secolo con tre porte gotiche

## Feste
Come nelle altre città spagnole si svolgono più o meno con le stesse modalità le feste patronali, la Cabalgata de Reyes Magos dell'Epifania, le sfilate di carnevale e le cerimonie della Semana Santa che, a differenza di come avviene in Andalusia dove le processioni delle confraternite sono accompagnate dalle saetas, invocazioni d'amore per Cristo e per la Vergine modulate secondo il cante jondo, si svolgono in assoluto silenzio rotto solo dalla banda cittadina che ritma suoni a morte. 
Le altre feste sono la Festa del vino in maggio, la Feira Franca Medieval che si celebra a luglio: il centro storico si trasforma in un teatro in cui si riproduce la vita della città in epoca medievale con esibizioni artigianali di vecchi mestieri e tornei di vario tipo.
Le Festas de San Roque de Batanzos che, nonostante il nome, non sono feste religiose e consistono in eventi diversi: la Romeria des Caneiros che non è un pellegrinaggio ma una scampagnata all'apposito campo presso le rive del Mandeo dove si fa merenda e si danza e si balla al suono delle gaitas le cornamuse, strumenti musicali tipici della Galizia e, soprattutto, si beve vino. È assolutamente vietato giungere al Campo in automobile, è d'obbligo venire a piedi o in una delle barche che fanno servizio dagli imbarcaderi dei paseos al Campo. Tutti gli abitanti della comarca partecipano a queste feste che si svolgono nei giorni 18 e 25 agosto. Alla sera e di notte, se la marea della ria lo permette, si svolgono gare di barche e fuochi artificiali. Fa sempre parte delle feste di San Rocco la cerimonia della liberazione verso l'alto del globo de papel che avviene il 16 agosto in piazza del Campo. Il globo è un enorme aerostato alto 25 metri e con una circonferenza massima di 50 metri costruito con fogli di carta uniti mediante colla di farina di segala. La festa del "globo di Betanzos" si ripete ogni anno dal 1814 quando fu fatta in onore del ritorno di re Ferdinando VII che aveva abdicato nel 1808 e regnò poi fino al 1833.